# Haemagogus iridicolor
Haemagogus iridicolor är en tvåvingeart som beskrevs av Dyar 1921. Haemagogus iridicolor ingår i släktet Haemagogus och familjen stickmyggor. Inga underarter finns listade i Catalogue of Life.